# Дома армянской церкви

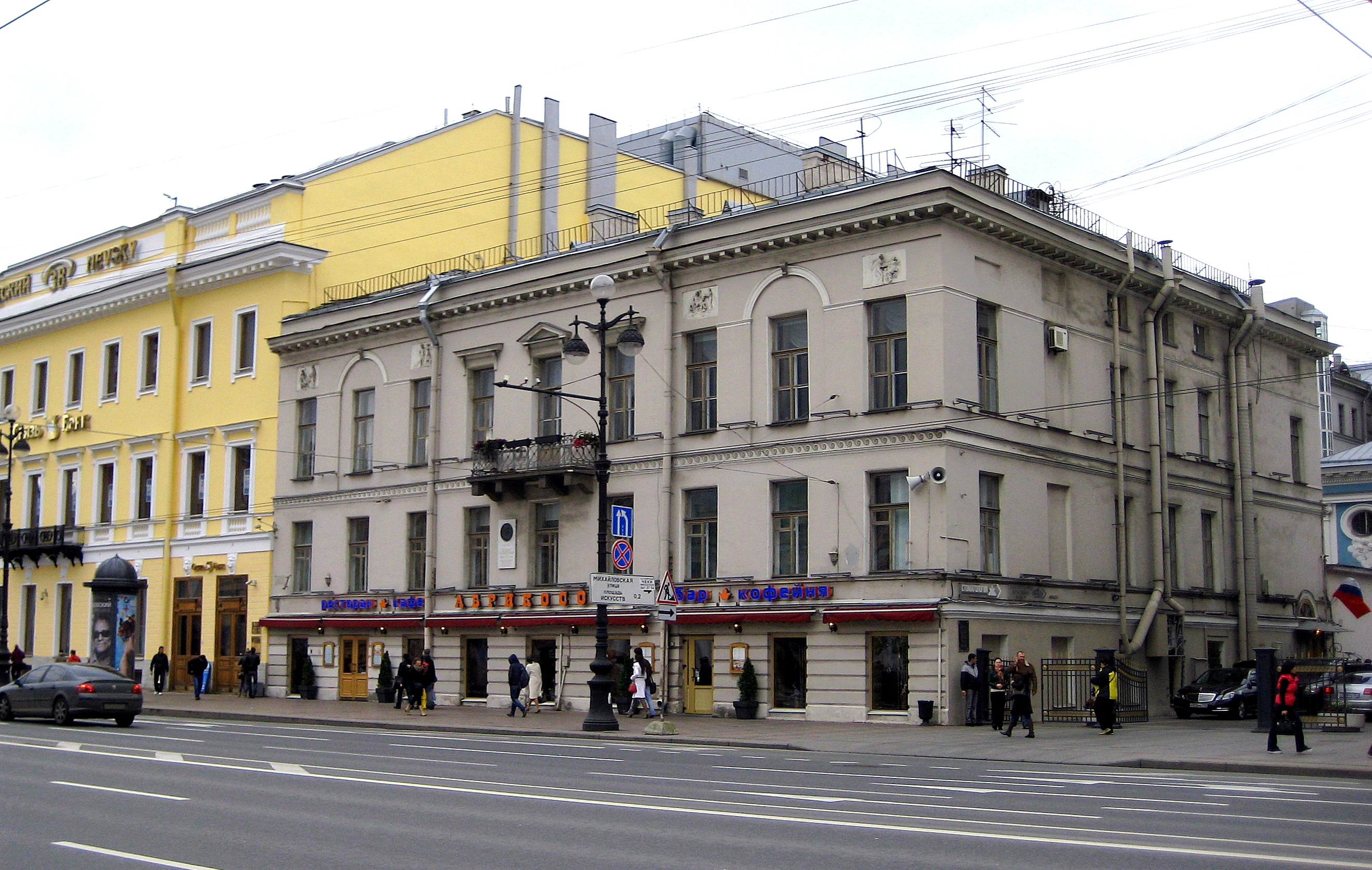
Восточный флигель. Невский, 40

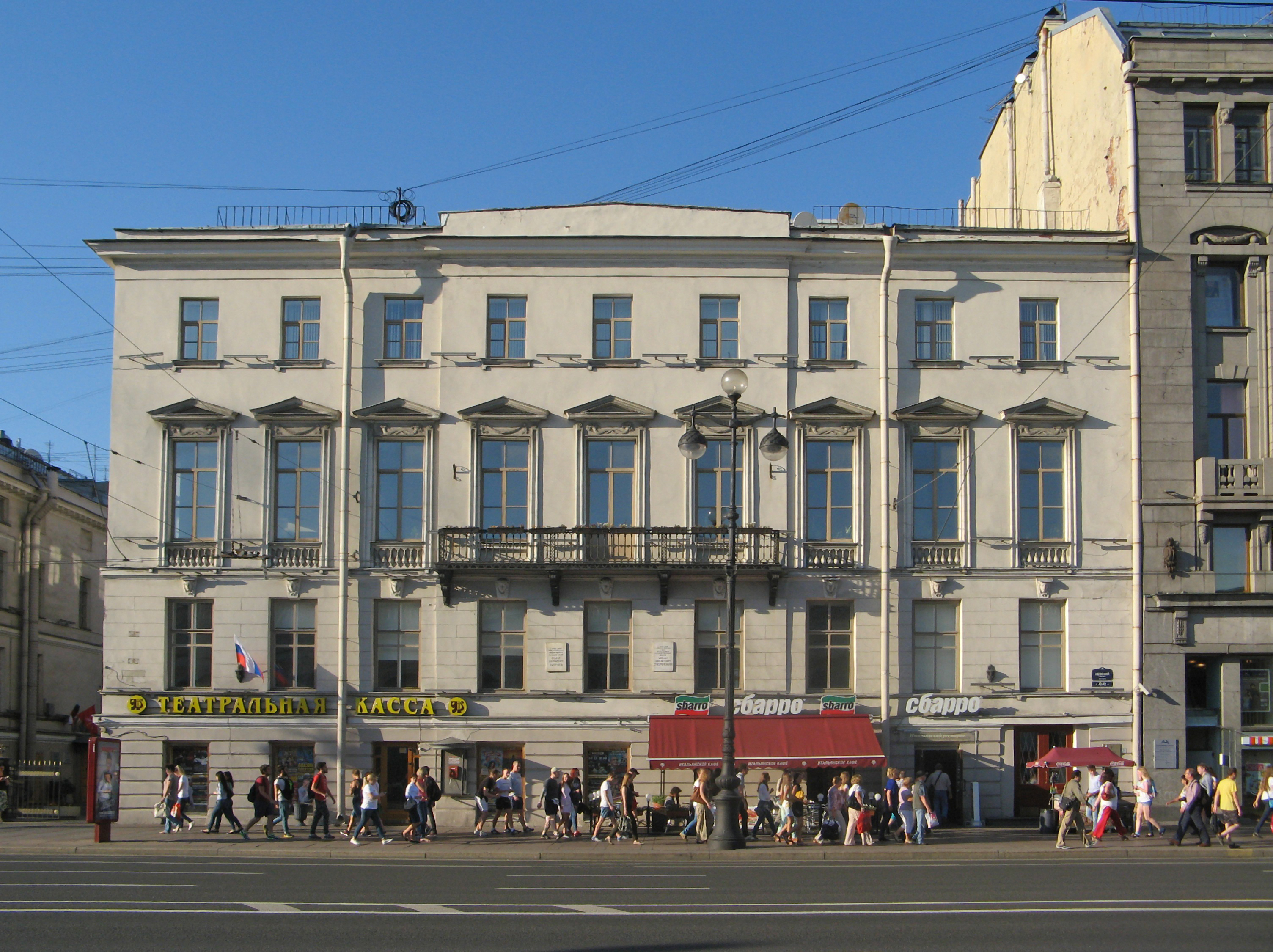
Западный флигель. Невский, 42

Дома армянской церкви — памятники архитектуры. Расположены в Санкт-Петербурге, современный адрес — Невский проспект, 40, 42.
В середине XVIII века участок занимали императорские малые конюшни и деревянные дома при них. 22 мая 1772 года ювелир двора её императорского величества И. Л. Лазарев попросил разрешения на собственные деньги (и взносы армянской диаспоры) построить здесь Армянскую церковь во имя святой Великомученицы Екатерины; Екатерина II разрешила (по другим источникам, запрос от Лазарева и «торгующих при Санкт-Петербурге и военнослужащих армян» был подан в апреле, а разрешение дано 2 мая). За 30 лет до этого армянские церкви в столице и в Москве были упразднены Елизаветой Петровной.
Ранее, в начале 1740-х годов, было построено два жилых дома при костеле святой Екатерины. Сам костел был поставлен в глубине участка, а дома — по красной линии; этот же приём был использован при постройке комплекса Армянской церкви. Участок был меньше, чем прочие соседние земли иноверческих церквей (31 на 41 сажень), поэтому расстояние между домами оставляет меньший обзор на саму церковь, красота которой подчёркнута строгостью оформления жилых домов.
Церковь была возведена в 1771—1780 годах, одновременно с ней, также Ю. М. Фельтеном, было начато строительство западного флигеля (оно завершилось ранее, чем постройка церкви, в 1775 году). Дом был двухэтажным на высоком подвале, авторы скульптурных и живописных работ в нём неизвестны. Постройка обошлась в 50 000 рублей, из них сам И. Л. Лазарев пожертвовал 30 000. В доме жили Х. Я. Лазарев, Е. Л. Лазарев, С. Д. Абамелик-Лазарев и его сын С. С. Абамелек-Лазарев, в 1810-х годах — князь В. П. Кочубей. В 1830-е годы в доме была расположена кондитерская А. Амбиеля, затем — ресторан И. Л. Излера. В 1860—1863 годах здесь была редакция журнала «Библиотека для чтения», с 1878 года в доме находились книжный магазин А. С. Суворина и контора газеты «Новое время».
Владельцами дома 40 были сначала Екатерина Ивановна Лазарева, жившая на верхнем этаже, и её сыновья, Мин и Еким. С 1805 по 1810 годы нижним этажом владел Иоганн Энгбертц. В 1806 году второй и третий этажи арендовала контора банкиров Ливио и Ко. В 1822 году Еким Лазаревич за 15 547 рублей заново отделал верхние этажи, заказав мраморные подоконники, чугунные и мраморные камины, зеркальные стёкла в окна, бронзовые дверные ручки; мастеру Гусеву была заказана покраска и роспись помещений. Следующим владельцем был Христофор Екимович Лазарев, а после 1871 года — его дочь Елизавета Христофоровна с мужем Семёном Давыдовичем Абамелеком; с 1873 года князья Абамелек взяли двойную фамилию, Абамелек-Лазаревы; сыном пары и последним владельцем дома был Семён Семёнович Абамелек-Лазарев.
Григорий Ходжамалович Халдарян и затем его жена, Катарина Захаровна, держали в доме первую в России армянскую типографию (соответственно, Катарина Захаровна стала первой армянской женщиной-издательницей); после 1789 года типографию перевели в Нахичевань на Дону, а следующая армянская типография появилась в Санкт-Петербурге только в 1812 году.
Над окнами третьего этажа здания расположены барельефы. В помещениях здания сохранилась отделка конца XVIII-начала XIX веков — изразцовые печи, лепные карнизы, роспись плафонов.
В 1824 году оба дома и церковь пострадали от наводнения.
Второй флигель был построен в 1794—1798 годах неизвестным архитектором (вероятно, Е. Т. Соколовым). Он отличался от первого дома высотой (три этажа) и оформлением, характерным для зрелого классицизма. Восточный флигель был перестроен по проекту А. И. Мельникова в 1835—1837 годах с изменением оформления фасада и надстройкой одного этажа (перестройка была связана и с восстановлением после наводнения, и с изменением художественных вкусов). В 1823—1835 годах в доме жил граф М. М. Сперанский, сначала в квартире в бельэтаже, потом в дворовом флигеле; в литературном салоне его дочери Е. М. Фроловой-Багреевой были гостями А. С. Пушкин, Н. М. Карамзин, В. А. Жуковский, П. А. Вяземский, А. П. Брюллов, М. И. Глинка, И. С. Тургенев, Адам Мицкевич, в 1823—1825 годах у графа жил Гавриил Степанович Батеньков, которого посещали К. Ф. Рылеев и братья Бестужевы. С 1899 года книжный магазин Суворина переехал из западного в восточный флигель.
Согласно «Панораме Невского проспекта» Садовникова между домами были расположены ворота с пилонами, на которых размещались скульптурные львы.
Оба дома по завещанию И. Л. Лазарева должны были принадлежать мужчинам-Лазаревым до четвёртого колена, после чего переходили в собственность армянской общины. С. С. Абамелек-Лазарев согласно завещанию передал дома в 1904 году. В 1906—1909 годах оба здания были отреставрированы по проекту А. И. Таманяна. Взамен Абамелек-Лазарев перестроил себе дом на Мойке, придав ему черты дома № 40 как внешне, так и в оформлении интерьеров.
В начале XX века в западном флигеле был расположен Русско-французский коммерческий банк. В 1908 году в доме открылся филателический магазин Эйхенталя. После 1917 года в здании расположилась контора «Петрогосиздата» (впоследствии «Ленгиза»), военкомат Куйбышевского района, Театральная касса и почтовое отделение (работающие и в настоящее время).
В доме 40 расположен Комитет по культуре Администрации Санкт-Петербурга (ранее здесь же располагалось Главное управление культуры Ленгорисполкома).